# 890 TCN
890 TCN là một năm trong lịch La Mã.